# Rómulo León Alegría
Rómulo Augusto León Alegría (Trujillo; 7 de octubre de 1946) es un abogado y político peruano. Ejerció como ministro de Pesquería en el primer gobierno de Alan García y como diputado en el periodo 1985-1990. Es más reconocido por ser el protagonista del Caso Petroaudios junto a Alberto Quimper, donde ambos fueron procesados.

## Biografía
Nació el 7 de octubre de 1946 en Trujillo. Es hijo del exdiputado Rómulo León Ramírez y Yolanda Alegría.
Realizó sus estudios escolares en el colegio Colegio San José Obrero de la ciudad de Trujillo.
Estudió Sociología en la Universidad Nacional Mayor de San Marcos; luego estudió Planificación del Desarrollo Regional en Londres. Tiene una Maestría en Gobernabilidad y Políticas Públicas y un Doctorado en Gobernabilidad, por el Instituto de Gobierno de la Universidad San Martín de Porres.
Ha sido profesor en la Universidad Nacional Mayor de San Marcos, Universidad de Lima y en el Instituto Peruano de Administración de Empresa (IPAE).
Se casó con Cecilia Romero, con quien tiene 3 hijos: Luciana, Rómulo y Cecilia León Romero. La primera de ellas fue elegida congresista en 3 periodos.
Ha sido fundador del diario Hoy, del que también ha sido miembro del directorio.

## Vida política
Es militante del Partido Aprista Peruano y fue nombrado secretario general de la Juventud aprista de la ciudad de Trujillo en 1963. Ha sido miembro del Comité Ejecutivo Nacional.  
Ha sido Director de la Oficina de Comunicación e Información del Instituto Peruano de Seguridad Social.  

### Diputado (1985-1990)
Su primera participación en la política fue en las elecciones parlamentarias de 1985, donde fue elegido como diputado por Lima para el periodo parlamentario 1985-1990.
Trabajó el proceso de descentralización vía la creación de regiones como Presidente de la comisión Bicameral de la descentralización del Congreso. 
En 1998, durante un debate en la Cámara de Diputados, León generó polémica tras ir contra el entonces diputado Fernando Olivera para agredirlo físicamente luego de que Olivera cuestionara su labor en el extinto Ministerio de Pesquería.

### Ministro de Pesquería
El 15 de mayo de 1988, León Alegría fue nombrado como ministro de Pesquería por el presidente Alan García en su primer gobierno. Estuvo en el cargo hasta mayo de 1989, donde renunció y fue reemplazado por Willy Harm Esparza. 

## Controversias

### Caso Petroaudios
En el 2008, se vio envuelto en el Caso Petroaudios junto a Alberto Quimper por su participación en la concesión de cinco lotes petroleros a favor de la empresa noruega Discover, escándalo que comprometió a varios miembros del gobierno y que provocó la renuncia del gabinete ministerial liderado Jorge del Castillo.
El 2 de diciembre del 2011, luego de pasar 36 meses recluido en el Penal San Jorge y siendo que se cumplió el tiempo máximo de reclusión sin emisión de sentencia estipulado por la legislación peruana, pasó a cumplir arresto domiciliario, en el que se mantuvo hasta el 30 de junio del 2012.